# Utah (film)
Utah è un film del 1945 diretto da John English. 
È un musical western statunitense a sfondo musicale con Roy Rogers, George 'Gabby' Hayes e Dale Evans, ed è un remake del film del 1937 Springtime in the Rockies.

## Produzione
Il film, diretto da John English su una sceneggiatura di John K. Butler e Jack Townley con il soggetto di Gilbert Wright e Betty Burbridge, fu prodotto da Donald H. Brown, come produttore associato, per la Republic Pictures e girato nelle Alabama Hills a Lone Pine, nell'Agoura Ranch ad Agoura e nell'Iverson Ranch a Chatsworth, in California.

## Colonna sonora
- Lonesome Cowboy Blues - scritta da Tim Spencer, cantata da Roy Rogers e dai Sons of the Pioneers
- Five Little Miles - scritta da Bob Nolan, cantata dai Sons of the Pioneers
- Utah - scritta da Charles Henderson, cantata da Roy Rogers, Dale Evans e dai Sons of the Pioneers
- Thank Dixie For Me - scritta da Dave Franklin, cantata da Dale Evans
- Utah Trail - scritta da Bob Miller, cantata da Roy Rogers e dai Sons of the Pioneers
- Beneath a Utah Sky - scritta da Glenn Spencer, cantata da Roy Rogers
- Welcome Home Miss Bryant - scritta da Ken Carson, cantata dai Sons of the Pioneers
- Wild and Wooly Gals From Out Chicago Way - scritta da Tim Spencer, cantata da Roy Rogers

## Distribuzione
Il film fu distribuito negli Stati Uniti dal 21 marzo 1945 al cinema dalla Republic Pictures. È stato distribuito anche in Grecia con il titolo O cow boy kai i ballarina e in Brasile con il titolo Utah.